# François Romain Werro
Pour les articles homonymes, voir Werro.
François Romain Werro, François-Romain Werro ou Romain Werro, né le 24 juillet 1796 à Fribourg et mort dans la même ville le 23 novembre 1876, est une personnalité politique suisse.
Il est chancelier d'État du canton de Fribourg de 1829 à 1846, membre du Conseil d'État de 1857 à 1858, à la tête de la Direction des cultes, et député au Conseil des États de 1858 à 1860.
Ses archives sont conservées à la Bibliothèque cantonale et universitaire de Fribourg.